# Gordon Joseph Gray
Gordon Joseph Gray (nascido em 10 de agosto de 1910 em Edimburgo, Escócia, † 19 de julho de 1993 , ibid.) Foi arcebispo de Saint Andrews e Edimburgo.

## Vida
Gordon Joseph Gray estudou filosofia e teologia católica em Edimburgo e Wonersh. Ele recebeu o sacramento da Ordem Sagrada em 15 de junho de 1935, e depois trabalhou como pastor paroquial em várias paróquias da Arquidiocese de Santo André e Edimburgo. De 1947 a 1951, foi reitor do Saint Mary's College em Blairs, Aberdeen.
Em 1951, o Papa Pio XII nomeou-o. Arcebispo de Saint Andrews e Edimburgo. A consagração episcopal doou a ele em 21 de setembro de 1951, William Cardeal Godfrey ; Os co- consagradores foram James Donald Scanlan, bispo de Dunkeld, e Edward Wilson Douglas, bispo de Motherwell. Gordon Joseph Gray participou do Concílio Vaticano II de 1962 a 1965. Papa Paulo VI. levou-o em 28 de abril de 1969 como padre cardeal com a igreja titular de Santa Chiara a Vigna Clara no Colégio dos Cardeaisdiante. Gordon Joseph Cardinal Grey liderou a Conferência Episcopal Escocesa por muitos anos. Ele era um Grande Oficial da Ordem do Santo Sepulcro de Jerusalém.
Ele morreu em 19 de julho de 1993 em Edimburgo e foi enterrado na cripta da Bacia Metropolitana de lá.